# József Soproni
József Soproni (* 4. Oktober 1930 in Sopron; † 24. April 2021  ebenda) war ein ungarischer Komponist.

## Leben
Bereits von früher Jugend an nahm József  Soproni  als Pianist und Organist, im Bereich von Kammermusikveranstaltungen und der Kirchenmusik intensiv am Musikleben seiner westungarischen Geburtsstadt Sopron teil. Nach der Reifeprüfung am dortigen Széchenyi-Gymnasium studierte er 1949–1956 an der Franz-Liszt-Musikakademie in Budapest u. a. Komposition bei János Viski. Ab 1957 unterrichtete er selbst Solfège und Komposition am Bartók-Konservatorium, ab 1962 an der Akademie, seit 1968 als Professor u. a. für Solfège, Kontrapunkt und Musiktheorie. Seit 1984 fungierte er zudem als Vizerektor, 1988–1994 als Rektor der Budapester Akademie.
Nach der Abschaffung des kommunistischen Systems und der Ausrufung der liberalen Demokratie in der Republik Ungarn im Oktober 1989 war Soproni ab 1990 Vorstandsmitglied im neugegründeten ungarischen Komponistenverband sowie 1992 Gründungsmitglied der Széchenyi-Akademie für Literatur und Kunst (Széchenyi Irodalmi és Művészeti Akadémia). 2009 war er Gründungsmitglied der Jenő-Takács-Stiftung. Soproni erhielt sowohl in der Volksrepublik als auch in der Republik Ungarn eine Vielzahl an Auszeichnungen von staatlicher und nicht staatlicher Seite. Im Jahr 2000 wurde er zum Ehrenbürger von Sopron ernannt.

## Preise und Auszeichnungen (Auswahl)
- 1974: Staatlicher Ferenc-Erkel-Preis
- 1981: „Verdienter Künstler“ der Volksrepublik Ungarn
- 1987 und 2002: Béla-Bartók-/Ditta-Pásztory-Preis
- 1990: „Herausragender Künstler“ Ungarns
- 1999: Kossuth-Preis für das künstlerische Lebenswerk, Péter-Pázmány-Preis
- 2000: Ehrenbürger von Sopron
- 2008: Artisjus Preis für Kammerkonzert Nr. 2
- 2020: „Nationaler Künstler“ Ungarns
- 2021: Artisjus Preis für Neun Lieder nach Gedichten von György Czigány

## Werke (Auswahl)

### Bühne
- Antigoné. Oper (1968–74); zurückgezogen
- Antigoné. Oper in drei Akten (1987)
- Aranylövés (Goldener Schuss). Oper in einem Akt (2004)

### Gesangsstimme(n) und Orchester
- Metamorphosen des Ovid. Kantate nach Texten von Ovid für Sopran, Chor und Orchester Nr. 1 (1965)
- De aetatibus mundi carmina. Kantate nach Texten von Ovid für Sopran, Chor und Orchester Nr. 2 (1968)
- Sinfonie Nr. 3 nach Gedichten von  László Nagy für Sopran, Bariton, Chor und Orchester „Sinfonia da Requiem“ (1979–1980)
- Sinfonie Nr. 5 mit Worten von Rainer Maria Rilke für Sopran und Orchester (1995)
- Laudatio Scarbantiae (Lob Soprons). Hymne für Chor und Orchester (2001)

### Orchester
- Sinfonie für Streichorchester, Blechbläser und Schlagzeug (1961)
- Eklypsis (1969)
- Sinfonie Nr. 1 (1975, rev. 1980)
- Sinfonie Nr. 2 „Jahreszeiten“ (1977)
- Kommentare zu einem Thema von Händel (1985)
- Drei Stücke (1988)
- Sinfonie Nr. 4 „Begegnungen mit Philipp Emanuel B.“ (1994)
- Kommentare zu einem Thema von Haydn (2003)
- Sinfonie Nr. 6 (2007)
- Sinfonie [Nr. 7] (2011), nach Material einer zurückgezogenen Sinfonie von 1999

### Streichorchester
- Divertimento (1951–1952)
- Concerto (1953)
- Vier kleine Sätze (1995)

### Soloinstrument und Orchester
- 3 Klavierkonzerte (1997, 2000, 2001)
- Konzert für Viola und Orchester (1959)
- Konzert für Violoncello und Orchester Nr. 1 „In memoriam matris carissimae meae“ (1967)
- Konzert für Violine und Orchester (1982–1983)
- Konzert für Violoncello und Orchester Nr. 2 (1984)
- Konzert für Oboe und Streichorchester (2001)

### Ensemble
- Kammerkonzert für zwölf Instrumente Nr. 1 (1972)
- Kammerkonzert für zwölf Instrumente Nr. 2 (1998)

### Duos und Kammermusik
- 16 Streichquartette (1957–2016)
- 6 Sonaten für Violine und Klavier (1979–2011)
- Sonatine für Viola und Klavier (1958)
- Musica da camera Nr. 1 für Klaviertrio (1963)
- Musica da camera Nr. 2 für Klarinette, Violine, Violoncello und Klavier „Capricorn Music“ (1976)
- Tre pezzi für Flöte und Cimbalom (1976)
- Sonate für Horn und Klavier (1976)
- Sechs Bagatellen für Blechbläserquintett (1977)
- Sommer-Capriccios für Klavierquartett (1978)
- Episodi ritornati für zwei Cimbaloms (1979)
- Rhapsodie für Viola und Klavier (1984)
- Klavierquintett Nr. 1 (1990)
- Sonate für Violoncello und Klavier (2008)
- Klavierquintett Nr. 2 (2009)
- Klaviertrio. Transkription der 3. Violinsonate (2010)
- Klaviertrio-Satz (2010)

### Klavier solo
- 22 Sonaten (1996–2018)
- 30 Inventionen (1951–1952)
- Vier Bagatellen (1957)
- Inventionen über B-A-C-H (1971)
- Vier Intermezzi (1976)
- Albumblätter, 4 Hefte (1974–1978)
- Emléklapok (Erinnerungen). 22 Stücke (2018–2020)

### Cembalo, Orgel solo
- Partita für Cembalo (1957)
- Meditazione con toccata für Orgel (1959)
- Livre d‘orgue. 10 Stücke (1994)

### Messen
- Missa brevis für Chor und Orgel (1952)
- Missa in diebus inquitatis für Chor a cappella (1957)
- Missa Scarbantiensis für Soli, Chor und Orchester (1991)
- Missa Choralis für Soli, Chor und Orchester (1992)
- Missa super B-A-C-H für Chor, Orgel und Blechbläser (1992)
- Missa orbis factor für Chor a cappella (2002)
- Requiem für Soli, Chor und Orchester (2005)
- Missa tam in vocibus quam in core für Soli, Chor und Orchester (2011)

Weitere geistliche sowie weltliche Chorkompositionen und Liederzyklen u. a. nach Texten von Endre Ady, Ingeborg Bachmann, Bálint Balassi, György Czigány, Hermann Hesse, Attila József, Gyula Juhász, László Lator, Miklós Radnóti, Rainer Maria Rilke, Georg Trakl, Paul Verlaine und Sándor Weöres

## CD-Diskographie (Auswahl)
- Missa Choralis – Chor und Orchester des Bartók-Konservatoriums, Tibor Szabó (Dirigent) – auf: Bartók Conservatory Symphony Orchestra and Choir Budapest (Bartók Foundation for Youth Orchestra, 1995)
- Vier Intermezzi für Klavier – Klára Körmendi (Klavier) – auf: Klára Körmendi. Piano Recital (Hungaroton, 1995)
- Violinsonate Nr. 1 – Eszter Perényi (Violine), Gyula Kiss (Klavier) – auf: Dedicated to Eszter Perényi (Hungaroton, 2004)
- Eklypsis für Orchester, Konzerte für Violoncello und Orchester Nr. 1 und 2, Ovidii Metamorphoses für Sopran, Chor und Orchester – László Mezö und Miklós Perényi (Violoncello), Chor des Ungarischen Rundfunks, Budapester Symphoniker, György Lehel, András Ligeti und Miklós Erdélyi (Dirigenten) – auf: József Soproni. Orchesterwerke (Hungaroton, 2001)
- Episodi ritornanti für zwei Cimbaloms – Rózsa Farkas und Ágnes Szakály (Cimbalom) – auf: Parallel Monologues. Contemporary Hungarian Music for Cimbalom (Hungaroton, 2001)
- Albumblätter für Klavier Hefte 1–4, Klaviersonate Nr. 14  – Mariann Ábrahám (Klavier) – auf: Soproni: Note Pages for Piano (Hungaroton, 2004)
- Oboenkonzert – Lajos Lencsés (Oboe), Budapest Strings, Béla Drahos (Dirigent) – auf: Contemporary Hungarian Oboe Concertos (Hungaroton, 2007)
- Tre pezzi für Flöte und Cimbalom – Zoltán Gyöngyössy (Flöte), Márta Fábián (Cimbalom) – auf: Psy. Charm of the Cimbalom (Hungaroton, 2011)
- Sonatine für Viola und Klavier – Máté Szűcs (Viola), Oliver Triendl (Klavier) – auf: The Hungarian Viola (Profil Hänssler, 2014)